# سیارک ۱۲۷۰۱
سیارک ۱۲۷۰۱ (به انگلیسی: 12701 Chenier، نامگذاری:1990GE) دوازده هزار و هفتصد و یکمین سیارک کشف شده‌است که در ۱۵ آوریل ۱۹۹۰ کشف شد.